# Općina Trbovlje
Općina Trbovlje (slo.:Občina Trbovlje) je općina u središnjoj Slovenije u pokrajini Štajerskoj i statističkoj regiji Zasavlje. Središte općine je grad Trbovlje.

## Zemljopis
Općina Trbovlje nalazi se u središnjem dijelu Slovenije, u regiji Zasavlje. Južni dio općine je u uskoj dolini rijeke Save, a sjeverni na padinama Posavskog Hribovja.
U općini vlada umjereno kontinentalna klima. Najvažniji vodotok u općini je rijeka Sava. Svi ostali vodotoci su mali i njeni su pritoci. Od njih najvažniji je potok Trboveljščica, koji teče kroz grad Trbovlje.

## Naselja u općini
Čebine,Čeče, Dobovec, Gabrsko, Ključevica, Knezdol, Ojstro, Ostenk, Planinska vas, Prapreče, Sveta Planina (prije Partizanski Vrh), Škofja Riža, Trbovlje, Vrhe, Završje, Župa

## Vanjske poveznice
- Službena stranica općine